# Pagoda (Reading, Pennsylvania)
Chùa là một tòa nhà lịch sử, được xây dựng trên đỉnh phía nam của Núi Penn nhìn ra Reading, Pennsylvania, Hoa Kỳ. Nó đã là một biểu tượng của thành phố trong hơn một thế kỷ.

## Lịch sử
Hoàn thành vào năm 1908 với chi phí 50.000 đô la, ngôi chùa này được dự định là trung tâm khách sạn / nhà hàng của một khu nghỉ dưỡng sang trọng. Khi kế hoạch cho phần còn lại của khu nghỉ dưỡng bị bỏ hoang, tòa nhà gỗ 7 tầng trên 10 mẫu Anh (4,0 ha) Nó được tặng cho Reading năm 1911. Nó hiện là một phần của Khu bảo tồn Mount Penn, 1.595 mẫu Anh (645 ha)  đất thuộc sở hữu của thành phố. 

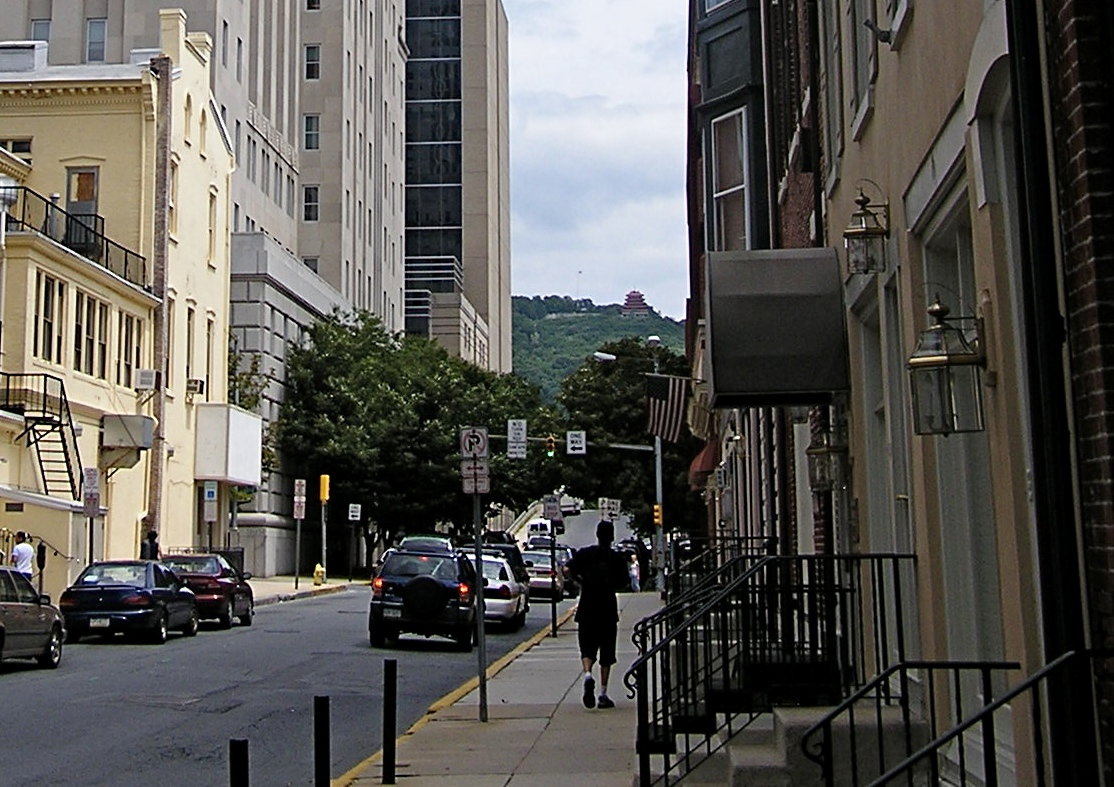
Phố Tòa án ở trung tâm thành phố Reading, với ngôi chùa trong nền

Chùa là 28 foot (8,5 m)  rộng, 50 foot (15 m)  dài và 72 foot (22 m)  cao. Nằm trên rìa của một vách đá, 620 foot (190 m)  phía trên thành phố và 886 foot (270 m)  trên mực nước biển, nó cung cấp 30 dặm (48 km)  toàn cảnh thành phố và vùng nông thôn xung quanh.
Trong câu chuyện hàng đầu có treo một tocsin, một chiếc chuông khổng lồ được đúc ở Obata, tỉnh Mie, Nhật Bản, vào năm 1739, và trước đây được lắp đặt trong một ngôi chùa Phật giáo ở Ogose hoặc Hannō, tỉnh Saitama, phía bắc Tokyo. Được liệt kê trên các mặt của chuông trong các ký tự Nhật Bản là tên của 48 nhà tài trợ của nó và một lời tiên tri về sự kết thúc của thời gian. Ngôi đền đã bị đóng cửa vào năm 1881, và sau đó bị phá hủy.
Phong trào chống Nhật bùng nổ mạnh mẽ trong Thế chiến II, và đã có những lời kêu gọi phá hủy tòa nhà. Nhưng nó đã được khôi phục vào năm 1949, với câu chuyện thấp hơn và ban công được xây dựng lại bằng đá. Năm 1960, đèn neon được lắp đặt bên ngoài mái nhà của nó. Vào những năm 1970, khu vườn Nhật Bản đã được khôi phục và cây anh đào Nhật Bản được trồng xung quanh tòa nhà. Đèn LED đã được cài đặt vào năm 2008-09. Một webcam trên tầng ba của nó định kỳ ghi lại và xuất bản thời tiết trên đỉnh núi Penn.

Ngôi chùa thuộc sở hữu của Thành phố Đọc nhưng được quản lý và bảo tồn bởi Quỹ Đọc sách. Nó chứa một quán cà phê nhỏ và một cửa hàng quà tặng, và hoạt động như một biểu tượng cho Thành phố Đọc sách. Chùa cũng là nhà của Pagoda Skyline, Inc., một tổ chức tình nguyện phi lợi nhuận được thành lập vào năm 1969 để giúp phục hồi và bảo tồn chùa, Tháp lửa tưởng niệm William Penn và Đường chân trời. 